# Trametes villosa
Trametes villosa é um cogumelo poliporo saprofítico com podridão branca. Cresce em regiões semiáridas do Brasil . A espécie apresenta interesse comercial, pois possui potencial biotecnológico para degradação de compostos organoclorados e descoloração de corantes têxteis, principalmente por meio da produção de lacase.